# Travail numérique
Le travail numérique (en anglais : digital labor ou digital labour), concept apparu à la fin des années 2000, désigne l'ensemble des pratiques liées au numérique qui produisent de la valeur, qui sont soumises à un encadrement contractuel et à des métriques de performance.
Le travail numérique regroupe toutes sortes de travail rémunéré, mal rémunéré ou non rémunéré, mais aussi d'activités non reconnues, de l'ombre, parfois atypiques ou anodines, ainsi que des activités assimilées à du loisir, du partage ou de la coopération.

## Histoire

### Externalisation des processus d'affaires
L'histoire du travail numérique est étroitement lié à l'histoire d'Internet et de l'externalisation (outsourcing) des processus d'affaires ou business process outsourcing (BPO).
Au milieu du xxe siècle, les premières formes d'externalisation à l'étranger commencent à apparaître. Les maquiladoras, zones de traitement pour l'exportation qui ont apparu au Mexique après la fin du programme Bracero en 1964, produisaient des marchandises exonérées de droits de douane à finalité d'exportation.
Dans les années 1980, des entreprises telles que General Electric et American Express ont commencé à internationaliser leurs processus d'affaires en Inde.
L'externalisation de processus d'affaires via Internet s'est développé dans les années 1990 grâce à des changements technologiques et économiques, notamment la libéralisation des marchés et la croissante connectivité à Internet. Cela a permis le support technique suffisant pour permettre des échanges transnationaux des flux de travail.

### Plateformes de travail numérique
La connectivité croissante à Internet dans les années 2000 et la popularisation des modèles d'externalisation par production participative ont encouragé le développement de plateformes de travail numérique (digital labour platforms). Sur certaines de ces plateformes, les clients peuvent, par exemple, publier des appels d'offres destinés à des travailleurs externalisés[réf. souhaitée].
À la différence du travail à partir de l'externalisation des processus d'affaires, les plateformes de travail numérique permettent aux entreprises un accès direct à des travailleurs sans devoir faire appel à des organisations intermédiaires. Ce faisant, le travail devient aussi un produit de base et les travailleurs équivalents à des « services de calcul ».

## Diversité
Le travail numérique est marqué par une grande diversité d'activités.

### Travail immatériel
Les processus par lesquels les publics contribuent à la création de valeur, notamment dans les industries culturelles et de partage de connaissance.

### Travail de recherche d'audience
Travaux se concentrant essentiellement, partage de vidéos sur plateforme de type YouTube, la télévision.

### Travail invisible
Les « travailleurs du clic »,qui seraient entre 150 et 430 millions à l'échelle mondiale, selon l'OIT, sont astreints au travail à la tâche et à la précarité. On peut citer à titre d'exemple, les modérateurs de contenus ou générateurs de données pour entraîner des intelligences artificielle.
Actuellement, les services tels Facebook, Amazon, Google… ont créé une « économie du clic », associé à un travail invisible.

### Travail des clients
Pour le travail du consommateur, on peut citer l'exemple du déploiement dans les grandes surfaces de caisses en libre-service où le client passe lui-même les articles en caisse. Ce travail fait partie de ce que Ivan Illich a appelé le travail fantôme.

## Services
Le travail numérique se situe principalement dans le domaine des services s'appuyant ou non sur des produits physiques.

### Les services de partage
Les services de partage font partie de L'économie collaborative qui vise à produire de la valeur en commun et qui repose sur de nouvelles formes d'organisation du travail et d'échanges. Elle repose sur une société du partage, qui passe par la mutualisation des biens, des espaces et des outils, des savoirs (l'usage plutôt que la possession). L'économie collaborative est plus large dans ses buts et ambitions que l'économie des plateformes.

### Les services sur plateformes
Les services sur plateformes sont les bases de l’intermédiation de l'économie des plateformes de marché (Uber, Airbnb, BlaBlaCar, etc.). Ce secteur est caractérisé par des plateformes de coordination dont le fonctionnement repose sur des algorithmes qui font de la mise en relation entre différents acteurs sociaux. Les plateformes  définissent leurs règles, la collaboration de ses utilisateurs, clients, fournisseurs de services se réduisent à accepter ses règles. Son modèle économique repose sur les commissions touchées par les plateformes pour prix de la mise en relation. Cette commission peut atteindre 25 % du prix du service rendu. Dans ce cas, le travail numérique a pour particularité d'être à la fois en ligne et hors ligne. De plus, sur ces plateformes, les usagers se notent entre eux et ces notes sont très importantes. Ainsi, un chauffeur Uber dont la notation est inférieure à 4.5/5 court le risque de voir son compte désactivé par Uber. De même, les passagers sont aussi notés par les chauffeurs et une note moyenne trop faible leur fait courir le risque de voir des chauffeurs refuser leurs courses.

### Les services de micro-travail
Les services de micro-travail fournissent à leurs utilisateurs des travaux non réalisables par des intelligences artificielles, payés à la tâche. Ils sont proposés par exemple par Amazon Mechanical Turk, FouleFactory et Upwork.

### Les services de réseaux  sociaux
Les services de réseaux  sociaux s'appuient sur les médias sociaux interactifs déployés par les entreprises(Facebook, YouTube, Twitter, etc.). Sur ces sites web, les internautes réalisent des activités de micro-production qui engendrent de la valeur sans la reconnaître et sans les rémunérer. Ainsi, tous les contenus (photos, vidéos...) postés sur les réseaux sociaux font la valeur de ceux-ci. De plus, les données des utilisateurs sont collectées par les plateformes, afin, par exemple, d'améliorer leurs algorithmes.

### Les services de collecte de données
Tout à chacun « travaille » à son insu par l'intermédiaire des objets connectés IoT. Bien que ce secteur soit en devenir, tout ce qui auparavant était exclu de l’activité productrice de valeur commence à être quantifié et transformé en données. D'autres activités, parmi lesquelles celles des fermes à clics ou encore des reCAPTCHA participant à alimenter les algorithmes sont également considérées comme du travail numérique. Dans cette optique, une recherche sur le moteur de recherche de Google serait une forme de travail numérique.

### Au voisinage
On peut également assimiler au digital labor des activités qui ne sont pas accomplies en ligne. Pour Christian Fuchs et Marisol Sandoval, la notion désigne ainsi tout « un réseau d'activités agricoles, industrielles et informationnelles qui permettent l'existence et l'utilisation des médias numériques ». Trebor Scholz inclut lui dans le digital labor l'extraction des métaux rares nécessaires à la fabrication des smartphones ou encore l'assemblage des ordinateurs dans les usines chinoises.

## Caractéristiques

### Travail implicite
Le travail numérique se situe au croisement de l'émergence de nouveaux usages en ligne et du changement du monde du travail. Il s'agit d'un travail que l'on peut qualifier d'invisible ou d'implicite dans le sens ou c'est une production de valeur qui ne dit pas son nom : le travail gratuit des utilisateurs est la source de la valeur économique dans l'économie digitale. En effet, les usagers, à travers leurs activités en ligne génèrent des contenus et des métadonnées. Cette agrégation de tâches et de pratiques parcellisées, non spécialisées, parfois micro-rémunérées à laquelle s'ajoute un ensemble de métadonnées est alors captée, puis extraite afin de produire de la valeur. Cette valeur est par ailleurs et de fait produite collectivement. Cette forme de captation de la valeur est davantage focalisée sur des activités accessoires que les internautes réalisent. À la fois qualitatives (comme en laissant un avis à propos d'un produit par exemple) mais aussi quantitatives (à travers la mise en chiffres de nos activités en ligne : likes, vues, commentaires, etc).
On observe ainsi trois changements :
1. On passe de la création de valeur à la captation de valeur. Au sein même des plateformes qui captent et s'approprient la valeur produite par les utilisateurs ;
2. On passe d'un Internet de publication via lequel l'utilisateur produit du contenu à un Internet d'émission au sein duquel les moindres traces et les données émises sont extraites ;
3. On passe d'un emploi formel à un travail implicite. L’externalisation de la force de travail n'est plus reversée à des experts ou à des sous-traitants mais à des utilisateurs, et sans rémunération.

Certaines de ces nouvelles pratiques participent à une économie du partage. Néanmoins, une vision plus critique souligne que la participation des internautes tend à être encadrée et dirigée. Tout ceci n'est pas sans rappeler une forme d'exploitation non rémunérée participant à l'économie de marché. L'activité en ligne crée du contenu qui est exploité par les plateformes du web pour générer du profit. Ainsi, le produit du travail est détourné des mains du travailleur. On arriverait ainsi à une nouvelle forme d'exploitation au sens marxiste du terme. Selon Bruno Teboul, chercheur dans les enjeux du numérique, « des phénomènes pernicieux se sont développés à côté de cette évolution de l'emploi salarié précaire et du chômage de masse infligé par la computerisation : le tâcheronnage ou « microtasking », la freelancisation, l'intermittence généralisée des emplois enclin à la précarisation et à la paupérisation de nouveaux serviteurs volontaires du numérique ».

### Intermédiation
La récupération de la plus-value est l'impératif le plus important des acteurs d'une chaîne de valeur. Une partie significative de la plus-value est récupérée non par les producteurs de la valeur mais par des acteurs tiers. Ils profitent de leur avantage géographique et technologique pour servir d'intermédiaires entre les vendeurs et les acheteurs, contribuant ainsi à renforcer les inégalités économiques existantes.
Les plateformes de travail numérique permettent théoriquement aux travailleurs de ne plus avoir recours à des intermédiaires car ils sont directement mis en contact avec les acteurs qui proposent des tâches. Cependant, l'évidence empirique suggère que ces plateformes proposent des opportunités de « ré-intermédiation ». Il s'agit d'un comportement de recherche de rente où les travailleurs contractuels, qui ont déjà une réputation déjà établie auprès des clients, utilisent leur avantage afin de se positionner entre eux et les travailleurs à la tâche qui ont une réputation moins importante. Ces nouveaux intermédiaires ajoutent de la valeur à la chaîne en soumettant les travailleurs à la tâche à des métriques de performance.

### Développement de compétences
La désintermédiation permet aux producteurs dans une chaîne de valeur de réaliser des services d'une valeur ajoutée supérieure, ce qui pourrait s'appliquer théoriquement au contexte des plateformes de travail numérique,,.
Cependant, l’externalisation aidée par les technologies de l'information et de la communication écarte les travailleurs du cœur des processus d'affaires, empêchant le flux de connaissances et perpétuant les disparités de compétences. Les travailleurs des plateformes numériques qui se trouvent dans cette situation ne peuvent pas connaître le but des tâches qu'ils réalisent ou à quoi elles vont être destinées.
Ces asymétries d'information ne produisent pas un espace propice pour que les travailleurs des plateformes numériques puissent développer leurs compétences ou changer de place dans les chaînes de valeurs auxquelles ils sont associés. De même, parfois ces travailleurs doivent accomplir des tâches qui ne correspondent pas à leur expérience professionnelle ou à leurs compétences initiales.

### Pouvoir de négociation
En économie, le pouvoir de négociation est défini comme la capacité d'une des deux parties dans une situation donnée d'exercer son influence sur l'autre(voir aussi Pouvoir de marché). Si les deux parties ont le même dégrée d'influence, ils ont un pouvoir de négociation égal à zéro. Dans le cas du travail par l'usage de plateformes numériques, la régulation extérieure entre employeur et employée est minimisée et ces derniers sont classés non comme des salariés mais comme des travailleurs contractuels ou bien des auto-entrepreneurs,. Également, les lois de travail nationales sont rarement adaptées à ce contexte, spécialement dans le cas où les flux de travail transcendent les frontières nationales.
Le travail à la tâche est hyper-standardisé et désintégré, ce qui se rapproche de la vision du travail en miettes de Georges Friedmann et devient une commodité qui peut être vendue ou achetée. Ces caractéristiques suggèrent un marché dans lequel il y a une demande de travail plus importante que l'offre proposée et où les travailleurs à bas coût et à la tâche deviennent des preneurs de prix avec un pouvoir de négociation faible,.
La délocalisation du marché de travail numérique permet de réduire les limites géographiques qui restreignent traditionnellement les travailleurs, leur permettant ainsi de réaliser du travail partout dans le monde ayant pour seul requis d'avoir un ordinateur et une connexion à Internet. Les travailleurs avec plus de compétences peuvent augmenter leur pouvoir de négociation dans ce contexte en offrant leur travail aux employeurs qui sont prêts à payer en ignorant leur localisation.

### Recours contre une discrimination?
Dans le cas des marchés de travail délimités géographiquement, quelques segments de la population peuvent se voir exclus à cause de situations de discrimination ou de ségrégation professionnelle,.
Les plateformes de travail numérique peuvent permettre aux travailleurs d'accéder à des marchés éloignés géographiquement, où la discrimination et la ségrégation sont moins présentes, et ainsi profiter d'un certain anonymat qui pourrait masquer les caractéristiques qui sont à l'origine de cette discrimination.
Cependant, l'exclusion économique est présente, même de manière explicite, dans le marché global du travail numérique. Par exemple, une enquête réalisée par les chercheurs de l'Oxford Internet Institute a montré que quelques annonces publiées dans des plateformes de micro-travail interdisent explicitement des travailleurs venant de certains pays de répondre à leurs appels d'offres.

### Statut de travailleur implicite?
Les individus concernés par cette forme de travail (digital labour),  alternatif, sont des utilisateurs de plateformes qui créent de la valeur, dont la rémunération est assurée par un contrat commercial qui, plus qu’un véritable contrat de travail, contenant des garanties pour le travailleur, ressemble à un contrat de « termes et conditions » soussigné par un internaute. 
Le travail numérique entre dans le cadre du travail, par plusieurs aspects :
- c'est une action (co)produisant de la valeur : monétisation, enchères, etc. ;
- il est encadré d'un point de vue contractuel : Conditions générales d'utilisation (CGU), etc. ;
- il est sujet à des métriques de performance : likes, partages, etc. ;
- il est soumis à des formes d'injonction : invitations, notifications, alertes, etc. ;

Avec le travail numérique, on envisage donc le travail dans une perspective plus large, prenant des distances avec son sens commun.

### Le cas des États-Unis
Une étude menée par Oxford University’s Martin Programme on Technology and Employment a estimé qu’en vingt ans, 30 % des travaux aux États-Unis seront structurés selon les caractéristiques du digital labor. Ni employés, ni travailleurs indépendants, ces travailleurs alternatifs ont connu, depuis cinq années, une croissance très importante, qui représente en 2015 15,8 % de la force travail. La cible sensible des travaux alternatifs est représentée surtout par les femmes et les minorités : les résultats de Katz et Krueger (2016) ont été confirmés lors d’une étude menée par M. L. Gray et B. Fellow, une enquête de deux ans aux États-Unis et en Inde, qui vise à la compréhension de la structure de ce nouveau secteur. Dans le cas des femmes, par exemple, elles se sentent gratifiées par ces travaux, car ils leur permettent de se poser comme contributrices de la subsistance économique de la famille. Néanmoins, il manque une quelconque forme de régulation, capable d’assurer un niveau minimal de tutelle à cette nouvelle catégorie de travailleurs, souvent exploités par les plateformes.

### Nouvelle forme de travail ou évolution?
L’une des caractéristiques qui distingue le travail numérique d’autres formes de travail qui s’appuient sur l’accomplissement d’une tâche par des acteurs qui sont à l’extérieur du processus de production traditionnel, dont la production participative est un exemple, c’est la conscience qui investit les travailleurs. En effet, ils savent que leur travail sera rémunéré en fonction de la valeur qu’ils génèrent, rémunération normalement fixée à l’avance. Tel est le cas d'Amazon Mechanical Turk (AMturk), une plateforme qui demande l’accomplissement de certaines tâches, irréalisables par une machine, à des internautes contre une rémunération. Cette forme de travail se distingue par le morcellement des tâches à accomplir, structure qui rassemble à la division du travail décrit par Le travail en miettes de Friedmann (1956). C’est là qu’on peut interpréter le digital labour comme une évolution de l’aliénation d’un travail, qui ne trouve pas encore, au sein des institutions étatiques, une forme de reconnaissance et donc de protection. 

## Luttes associées
Le travail numérique provoque par ailleurs des tensions face auxquelles de nouveaux types de luttes s'organisent :
- recours collectifs face à la captation de données personnelles[45] ;
- luttes centrées sur les plateformes collaboratives ou de micro-paiements ;
- attention croissante portée aux travailleurs du clic (clickfarms) dans les pays émergents.

## Développement
L'emploi et le sous-emploi sont des enjeux socio-économiques majeurs des décideurs politiques et des travailleurs. La croissance dans la connectivité d'usagers a encouragé des millions de personnes à voir dans l'externalisation du travail via Internet une façon de surpasser les contraintes de leurs marchés de travail locaux. Le marché du travail numérique est estimé de 4,4 milliards de dollars et leur usage s'accroît à 25 % chaque année.
Les décideurs politiques qui encouragent ces pratiques considèrent que les personnes les moins favorisées économiquement peuvent profiter de cette connectivité et du croissant désir d'externalisation des processus d'affaires. 
L’économie de plateformes génère de nouveaux emplois dans les villes. Uber a permis à des personnes souvent exclues du marché de l’emploi de trouver une activité rémunératrice. Beaucoup de chauffeurs Uber de la région parisienne habitent dans la Seine-Saint-Denis.
Dans le marché mondial du travail, la localisation réelle des travailleurs n'est plus cruciale, ce qui permet d'employer des personnes dans des régions du monde qui ont des problèmes de chômage. Ainsi, la Fondation Rockefeller a créé le programme Digital Jobs Africa, le gouvernement de la Malaisie a développé la stratégie Digital Malaysia et le ministère des technologies de la communication du Nigéria a créé le programme Microwork for Job Creation – Naijacloud.

## Critiques et limites

### Vers une nouvelle zone grise du marché de l'emploi?
Les plateformes de services à la demande sont souvent présentées comme génératrices de nouvelles opportunités économiques dans les villes, notamment pour des personnes plus éloignées du marché de l’emploi. Mais ce qui fait débat auprès de l’opinion publique, c’est le type de travail généré par ces plateformes, différent du régime d’emploi standard établi par l’Organisation internationale du travail. Selon le sociologique Antonio Casilli, ces emplois, présentés comme des activités indépendantes pour des autoentrepreneurs, sont éloignés de la définition classique des professions libérales et contribuent plutôt à faire émerger une « zone grise » du marché du travail. Cela veut dire que derrière l’apparente liberté offerte par le travail non salarié des plateformes de services à la demande, se trouve une autre réalité.
Ces activités économiques, parfois aussi contraignantes que dans le cadre d’une activité salariée, ne bénéficient pas des protections du statut du salariat. En effet, l’une des caractéristiques des plateformes numériques de services à la demande, est l’utilisation des données d’usage pour optimiser la mise en relation entre l’offre et la demande. Cette gestion du travail par la donnée, aussi appelé management algorithmique, génère non seulement une asymétrie de l’information mais aussi une opacité des règles de travail pour les travailleurs des plateformes. Dans Uberland, une enquête sur le quotidien des travailleurs des plateformes de trajets à la demande, l'ethnographe américaine Alex Rosenblat montre que de nombreuses contraintes de travail sont imposées via la plateforme. Par exemple, pour améliorer l’expérience des clients de la plateforme Uber par la réduction du taux d’annulation des courses par les chauffeurs, certaines informations ne sont révélées qu’après acceptation de la course par ceux-ci, comme la destination, ou le montant exact de la course. Selon Antonio Casilli : « Cette contrainte n’est pas le résultat malheureux d’un défaut de conception, mais, bien au contraire, une propriété systématique d’un modèle d’affaires qui repose sur la maximisation de l’écart entre le prix à payer et les rémunérations que les chauffeurs perçoivent ». 
Finalement, ce qui ressort des nouvelles formes de travail proposées et configurées par les plateformes numériques, c’est une grande fragmentation des carrières individuelles. Ce qui contribue à renforcer une tendance que les sociologues Zygmunt Bauman et Ulrich Beck ont identifiée dès les années 90 et théorisée comme « économie politique de l’insécurité »,.

### Les limites de la délocalisation numérique
Contrairement aux plateformes de services à la demande qui organisent en ligne un travail qui a lieu hors ligne (trajets, ménages, livraisons etc.), d’autres plateformes proposent elles un travail exclusivement en ligne. L’une des principales caractéristiques du travail numériques est de rendre moins importante la localisation de travailleurs, notamment pour la réalisation de certaines tâches dites de micro-travail.
Bien que cela offre des opportunités économiques dans des pays d’Asie et d’Afrique où le taux de chômage est élevé, cette nouvelle dynamique n'est pas sans conséquences sur les frontières du travail. Des pays développés majoritairement recruteurs de travail numérique à ceux en voie de développement, qui fournissent l’essentiel des exécutants de tâches numériques, ce phénomène de « microdélocalisation » a des conséquences importantes sur le marché mondial du travail. En plus des avantages classiques que procurent les pratiques d’offshoring et de délocalisation d'étapes des chaînes de valeur de production, la spécificité de la délocalisation numérique est qu’elle est accessible à tous, grandes multinationales comme entreprises moyennes et start-up. En effet, puisqu’il n’y a plus besoin d’ouvrir une filière physique ou d’embaucher concrètement une main d’œuvre, les barrières à la délégation de tâches numériques à faible valeur ajoutée sont levées, grâce à cet accès facilité à une main d’œuvre à bas coût. C’est ce que Casilli appelle dans son ouvrage En attendant les robots, la « délocalisation en-tant-que-service ».
En 2019, l'Organisation Internationale du Travail produisait un rapport mondial dans lequel les chiffres démontraient une très faible protection sociale des exécuteurs de ce type de travail à travers le monde. Dans les pays en voie de développement, la protection sociale offerte par un emploi stable ne concerne qu’une partie minime des actifs de ces pays. De cette manière, de nombreux travailleurs sont soumis à la volatilité des marchés du travail mondialisé et mis en situation de vulnérabilité économique.
Plusieurs conséquences négatives sont mises en avant comme limites des nouveaux modèles de travail numérique :
1. Dans les pays concernés, ces formes de travail déléguées aux populations vulnérables des pays du Sud pourraient freiner la mise en place ou le renforcement des infrastructures de solidarité sociale. Les résultats d'une enquête de l'OIT datant de 2021 montrent en effet que la plupart des travailleurs des plateformes n'ont pas de couverture sociale et ne peuvent s'engager dans des négociations collectives[63] ;
2. Entre les travailleurs des pays développés et les exécuteurs de micro-tâches numériques des pays en développement, de nombreux chercheurs estiment que la compétitivité créé par ces vagues d'externalisation, apparentées à une forme de dumping social, exercent une pression à la baisse sur les niveaux mondiaux de rémunérations du travail numérique[64] ;
3. L’exploitation de géants du numérique des travailleurs bon marché de pays en voie de développements constituerait un « stade suprême du capitalisme »[65], dans lequel les cycles de dépendances Nord-Sud seraient renforcés, selon le sociologue autrichien Christian Fuchs. Toutefois, Antonio Casilli nuance cette vision en rappelant que les populations de pays anciennement colonisés, comme par exemple l'Inde, ne tiennent pas un rôle passif face à ces transformations numériques[58].

### Travail-loisir et droit à la déconnexion
On peut néanmoins se demander si toutes les contributions génératrices de valeur doivent être considérées comme du travail, surtout lorsque ceux qui s'y adonnent estiment qu'il s'agit de loisir, même lorsqu'ils sont conscients que leurs contributions génèrent des revenus pour certaines entreprises. Le travail numérique peut donc être perçu comme un choix théorique ou politique visant à porter une critique sur l'économie numérique et les modèles économiques qui la sous-tendent.
En France, depuis la loi Travail de 2016, les salariés français ont acquis un droit à la déconnexion. Celui-ci leur permet de ne pas répondre aux sollicitations professionnelles, comme des e-mails et appels, et d'être déconnectés du réseau informatique de leurs entreprises, hors de leur temps de travail. Cette loi permet de regagner du temps libre dégagé des contraintes du travail qui s'étaient renforcées avec la possibilité d'être joignable et mobilisable à tout moment.
Cette loi, qui a des équivalents dans le monde, en Corée du Sud, aux Philippines et potentiellement en Allemagne, ne s'applique pas aux autoentrepreneurs et microtravailleurs,, qui sont très concernés par le travail numérique. Ils sont considérés comme des travailleurs indépendants. Le droit à la déconnexion s'entend hors temps de loisirs. Il libère plus de temps de « travail invisible » sur des réseaux sociaux tels Facebook ou Twitter, pour nos « employeurs informels »(génération de données et de contenus aux médias sociaux et autre GAFAM),.
Selon l'Organisation internationale du travail, il faut atténuer les pressions qu’engendre « une démarcation de plus en plus floue entre temps de travail et temps consacré à la vie privée ».